# 生比奈村
生比奈村（いくひなそん）は、徳島県勝浦郡にあった村。現在の勝浦町の北東部にあたる。

## 地理
- 山岳 ： 平石山、中津峰山
- 河川 ： 勝浦川、生名谷川、岩屋谷川

## 歴史
- 1889年（明治22年）10月1日 - 町村制の施行により、沼江村・中角村・生名村・星谷村の区域をもって発足。
- 1955年（昭和30年）3月1日 - 横瀬町と合併して勝浦町が発足。同日生比奈村廃止。